# Eduard Arbós
Eduard Arbós, född den 7 maj 1983 i Terrassa, Spanien, är en spansk landhockeyspelare.
Han tog OS-silver i herrarnas landhockeyturnering i samband med de olympiska landhockeytävlingarna 2008 i Peking.